# Laviai Nielsen
Laviai Nielsen (Londra, 13 marzo 1996) è una velocista britannica.

## Biografia
Nel 2024 conquista la sua prima medaglia mondiale, un bronzo, ai campionati del mondo indoor di Glasgow, correndo la staffetta 4×400 metri in 3'26"36, nuovo record nazionale del Regno Unito, insieme ad Ama Pipi, Jessie Knight e la gemella Lina Nielsen. Nello stesso anno, alle Olimpiadi di Parigi, conquista la medaglia di bronzo sia nella staffetta 4x400 metri sia nella staffetta 4x400 metri mista.

## Record nazionali
- Staffetta 4×400 metri mista: 3'08"01 ( Parigi, 3 agosto 2024)
- Staffetta 4×400 metri pista corta: 3'26"36 ( Glasgow, 3 marzo 2024)

## Palmarès
| Anno | Manifestazione  | Sede       | Evento        | Risultato  | Prestazione | Note                                     |
| ---- | --------------- | ---------- | ------------- | ---------- | ----------- | ---------------------------------------- |
| 2014 | Mondiali U20    | Eugene     | 4×400 m       | Argento    | 3'32"00     |                                          |
| 2015 | Europei U20     | Eskilstuna | 400 m piani   | Oro        | 52"58       |                                          |
| 2015 | Europei U20     | Eskilstuna | 4×400 m       | Oro        | 3'34"36     |                                          |
| 2017 | Europei indoor  | Belgrado   | 400 m piani   | 4ª         | 52"79       |                                          |
| 2017 | Europei indoor  | Belgrado   | 4×400 m       | Argento    | 3'31"05     |                                          |
| 2017 | World Relays    | Nassau     | 4×400 m       | 4ª         | 3'28"72     |                                          |
| 2017 | Europei U23     | Bydgoszcz  | 400 m piani   | 5ª         | 53"18       |                                          |
| 2017 | Europei U23     | Bydgoszcz  | 4×400 m       | 4ª         | 3'30"74     |                                          |
| 2017 | Mondiali        | Londra     | 4×400 m       | Argento    | 3'25"00     |                                          |
| 2018 | Europei         | Berlino    | 400 m piani   | 4ª         | 51"21       |                                          |
| 2019 | Europei indoor  | Glasgow    | 4×400 m       | Argento    | 3'29"55     |                                          |
| 2019 | World Relays    | Yokohama   | 4×400 m       | 6ª         | 3'28"96     |                                          |
| 2019 | Mondiali        | Doha       | 400 m piani   | Semifinale | 52"94       |                                          |
| 2019 | Mondiali        | Doha       | 4×400 m       | 4ª         | 3'23"02     |                                          |
| 2021 | World Relays    | Chorzów    | 4×400 m       | Bronzo     | 3'29"27     |                                          |
| 2021 | World Relays    | Chorzów    | 4×400 m mista | 5º         | 3'18"87     |                                          |
| 2021 | Giochi olimpici | Tokyo      | 4×400 m       | 5ª         | 3'22"59     |                                          |
| 2022 | Mondiali        | Eugene     | 4×400 m mista | Batteria   | 3'14"75     |                                          |
| 2022 | Mondiali        | Eugene     | 4×400 m       | Bronzo     | 3'22"64     | Miglior prestazione personale stagionale |
| 2022 | Europei         | Monaco     | 400 m piani   | Semifinale | 51"53       | Miglior prestazione personale stagionale |
| 2022 | Europei         | Monaco     | 4×400 m       | Bronzo     | 3'21"74     | [ 1 ]                                    |
| 2023 | Mondiali        | Budapest   | 4×400 m       | Bronzo     | 3'21"04     | Miglior prestazione personale stagionale |
| 2023 | Mondiali        | Budapest   | 4×400 m mista | Argento    | 3'11"06     |                                          |
| 2024 | Mondiali indoor | Glasgow    | 400 m piani   | 4ª         | 50"89       |                                          |
| 2024 | Mondiali indoor | Glasgow    | 4×400 m       | Bronzo     | 3'26"36     |                                          |
| 2024 | World Relays    | Nassau     | 4×400 m mista | Batteria   | 3'13"52     |                                          |
| 2024 | Europei         | Roma       | 400 m piani   | 6ª         | 50"71       | Miglior prestazione personale            |
| 2024 | Giochi olimpici | Parigi     | 400 m piani   | Semifinale | 50"69       |                                          |
| 2024 | Giochi olimpici | Parigi     | 4x400 m       | Bronzo     | 3'19"72     | Record nazionale                         |
| 2024 | Giochi olimpici | Parigi     | 4x400 m mista | Bronzo     | 3'08"01     | Record nazionale                         |
| 2025 | World Relays    | Guangzhou  | 4x400 m       | Batteria   | 3'27"47     |                                          |